# Federacja Bibliotek Kościelnych „Fides”
Federacja Bibliotek Kościelnych „Fides” – stowarzyszenie oficjalnych przedstawicieli bibliotek, należących do Kościoła katolickiego w Polsce lub pozostających w całości lub w części pod jego nadzorem, erygowane przez Konferencję Episkopatu Polski w 1995 roku. Głównym celem Federacji jest komputeryzacja i standaryzacja pracy bibliotek teologicznych. Federacja jest członkiem zwyczajnym BETH (Bibliotheques Européennes de Théologie).

## Historia
Federacja Bibliotek Kościelnych „Fides” rozpoczęła nieoficjalną działalność 23 września 1991 z inicjatywy Ks. Krzysztofa Tadeusza Goneta – ówczesnego wicedyrektora Biblioteki Wyższego Metropolitalnego Seminarium Duchownego w Warszawie. Na naradzie przedstawicieli wiodących bibliotek kościelnych w Warszawie powołano do istnienia grupę inicjującą powstanie Federacji „Fides” i zalecono bibliotekom wykorzystywanie jednolitego formatu danych katalogowych, opracowanego dla FIDES, w oparciu o format MARC BN. Zachęcono również do stosowania programu bibliotecznego MAK z Biblioteki Narodowej. 
W latach 1991–1995 zainstalowano program MAK w wielu bibliotekach kościelnych i przeprowadzono wiele szkoleń podstawowych i dla administratorów. Rozpoczęto przejmowanie danych z Przewodnika Bibliograficznego. Federacja jako pierwsza skumulowała dane z Przewodnika Bibliograficznego oraz zaczęła pobierać bieżące dane przez Internet. W tym czasie rozpoczęto też tworzyć katalog centralny bibliotek FIDES, który od 1993 jest widoczny w sieci Internet (w pierwszej fazie z komputera PLEARN na Uniwersytecie Warszawskim). Był to drugi w Polsce internetowy katalog biblioteczny po bazach danych Biblioteki Politechniki Wrocławskiej. W 1994 Federacja wydała pierwszy CD-ROM z katalogiem centralnym oraz innymi własnymi bazami. 
Po czterech latach działalności, 18 marca 1995, Federacja „Fides” została oficjalnie erygowana przez Konferencję Episkopatu Polski i otrzymała statut oraz osobowość prawną kościelną i państwową. Władzami Federacji są Zarząd, Komisja Rewizyjna i Walne Zgromadzenie. Walne zgromadzenia FIDES odbywają się co roku w siedzibach różnych bibliotek członkowskich. Także od 1995 wydawany jest półrocznik „Fides. Biuletyn Bibliotek Kościelnych”.
W latach 1999–2009 działało Biuro ds. Rozwoju i Komputeryzacji Federacji „Fides”, którego dyrektorem był Ks. Krzysztof Tadeusz Gonet. Biuro to organizowało szkolenia i zajmowało się instalacjami oraz serwisem bibliotecznego programu MAK, opracowywało katalog centralny i udostępniało bazy danych FIDES w Internecie. Biuro prowadziło również prace przygotowawcze do konwersji baz danych FIDES do formatu MARC 21 oraz prace nad opracowaniem „Słownika słów kluczowych z teologii i nauk kościelnych”. Od lipca 2003 roku FIDES posiada (i stale aktualizuje) pełną kopię CKHW (kartoteki wzorcowych haseł formalnych NUKAT) w postaci bazy programu MAK, a od 1 stycznia 2004 prowadzi dystrybucję CKHW dla bibliotek korzystających z baz MAK. W październiku 2004 Federacja opracowała internetową multiwyszukiwarkę rozproszonych baz katalogowych i bibliograficznych  FIDKAR, opartą na protokole Z39.50. Oprogramowanie to zainstalowane w ponad 30 ośrodkach informacji bibliotecznej w Polsce przyczynia się do rozwoju również innych, nie tylko kościelnych,  sieci bibliotek (np. bibliotek publicznych). We wrześniu 2006 Federacja FIDES uruchomiła własną bibliotekę cyfrową ("Księgozbiór Wirtualny"), wykorzystującą oprogramowanie dLibra, wchodząc do sieci bibliotek cyfrowych w Polsce. 
Od kwietnia 2011 rozpoczęto opracowywanie i udostępniono w Internecie Elektroniczną Bibliografię Nauk Teologicznych, tworzoną we współpracy z Biblioteką Narodową. Od lipca 2014 r. jest tworzony wspólny katalog bibliotek należących do Federacji. Do końca 2015 r. do katalogu włączyło się 12 bibliotek. Katalog i tworzące go biblioteki podjęły zarazem współpracę z katalogiem NUKAT. Katalog jest tworzony na bazie systemu informatycznego Koha.
Konferencja Episkopatu Polski na 337. Zebraniu Plenarnym, obradującym w dniach 18–19 października 2006 w Warszawie, powierzyła funkcję Delegata KEP ds. Federacji Bibliotek Kościelnych „Fides” bp. prof. dr hab. Andrzejowi Siemieniewskiemu. Federacja w 2012 roku liczyła 84 członków, w tym większość bibliotek wydziałów teologicznych i wyższych seminariów duchownych w Polsce, diecezjalnych i zakonnych.

## Przewodniczący Federacji
- 2022– – o. Grzegorz Filipiuk OFMCap
- 2001–2022 – ks. Jerzy Witczak
- 1994–2001 – ks. Jan Bednarczyk
- 1991–1994 – ks. Tadeusz Stolz